# Парафія Опіки Пресвятої Богородиці в Білянці
49°35′22″ пн. ш. 21°07′06″ сх. д. / 49.589444° пн. ш. 21.118333° сх. д.
Парафія Опіки Пресвятої Богородиці в Білянці — греко-католицька парафія в Білянці Краківсько-Криницького деканату Перемишльсько-Варшавської архієпархії. Заснована в 1989 році.